# Arthur Groussier
Arthur Groussier, né à Orléans le 16 août 1863 et mort à Enghien-les-Bains le 6 février 1957, est un ingénieur, syndicaliste,
franc-maçon et homme politique socialiste et communiste français.

## Jeunesse
Il entre en 1878 à l’École nationale supérieure d'Arts et Métiers d'Angers, où il fait de brillantes études qui le mènent à un diplôme d'ingénieur-mécanicien. Il s'installe ensuite à Paris, où il rencontre Julie Roux avec qui il aura un enfant. Par principe libertaire, ils ne se marient pas. Elle reste sa compagne jusqu'à son décès en 1918.

## Syndicalisme et politique
Arthur Groussier s'intéresse aux problèmes sociaux et à l'amélioration de la condition ouvrière. De 1890 à 1893, il est secrétaire général de la Fédération nationale des ouvriers métallurgistes, qui deviendra par la suite la Fédération des travailleurs de la métallurgie CGT.
Il glisse bientôt du syndicalisme militant vers le socialisme en adhérant à la Fédération des travailleurs socialistes de France. En 1893, il est élu député du 10e arrondissement de Paris au nom du Parti ouvrier socialiste révolutionnaire (POSR). Il se rend à Carmaux pendant la grève de 1895, étant visé par une information judiciaire pour « entrave à la liberté du travail » avec Jean Jaurès.
Arthur Groussier obtient plusieurs mandats à l'Assemblée nationale : 1893-1898, 1898-1902, 1906-1910, 1910-1914, 1914-1919, 1919-1924. Battu en 1902, il se représente en 1906 au nom de la SFIO. Battu de nouveau en 1924 et 1928, il se retire de la vie politique active,.
Durant ses mandats, il est artisan de l'évolution sociale et s'implique dans l'élaboration de nombreuses lois de progrès social : conventions collectives, accidents du travail, hygiène et sécurité, organisation syndicale, contrats de travail, conseil des prud'hommes. Sa grande réalisation est la mise en œuvre du Code du travail qu’institue la loi du 28 décembre 1910. Il a été président de la Commission du travail et vice-président de la Chambre en 1917.
Il participe en 1896 à la création de l'Alliance communiste révolutionnaire. Parallèlement, en 1898, Édouard Vaillant transforme son Comité révolutionnaire central (CRC) en Parti socialiste révolutionnaire « afin de préparer une fusion-absorption avec l’Alliance communiste (AC) qui regroupe les dissidents de l’allemanisme ».
Promu officier de la Légion d'honneur le 22 octobre 1952, Arthur Groussier meurt le 6 février 1957 à Enghien-les-Bains à l'âge de 93 ans. Ses cendres ont été déposées dans la case 6 380 du columbarium du Père-Lachaise.

## Franc-maçonnerie
Arthur Groussier est initié en 1885 à la loge L'Émancipation du Grand Orient de France. Il s'affilie aussi à la loge Bienfaisance et Progrès. En 1907, il est élu au conseil de l'ordre. Il ne quittera pour ainsi dire pas cette instance jusqu'à la Seconde Guerre mondiale. Ayant abandonné la vie politique, il devient en 1925 le président du Conseil de l'ordre du Grand Orient de France. Le 7 août 1940, en tant que Grand Maître du Grand Orient de France, il adresse une lettre au « maréchal Pétain, Chef de l'État français » et reconnaît la nouvelle autorité de Philippe Pétain. Le 13 août 1940, son mandat est interrompu par la promulgation de loi qui interdit les sociétés secrètes du Gouvernement de Vichy. Néanmoins, son mandat est renouvelé en 1944-45. Il a alors 82 ans et devient presque aveugle. Il reste encore très actif au sein de l'obédience.
Son œuvre comme maçon a été considérable. C'est lui qui dans l'Entre-deux-guerres plaidera pour un retour aux sources symboliques du Rite français. Le texte établi sous la direction d'Arthur Groussier et adopté en 1938, puis 1955 et marque un début de retour du symbolisme dans le rituel de référence du Grand Orient sous le nom de « Rite français dit Groussier ».

## Postérité
- Le plus grand des temples du Grand Orient de France installés au siège de l'obédience, rue Cadet, à Paris porte son nom. Il sert en particulier aux conférences publiques et aux tenues exceptionnelles.
- Une rue du 10e arrondissement de Paris, à proximité de l'hôpital Saint-Louis, porte son nom. Une autre rue à proximité de l'hôpital Jean-Verdier à Bondy porte son nom.
- La salle de réunion du service d'anesthésie-réanimation de l'hôpital européen Georges-Pompidou à Paris porte son nom.

## Distinctions
- Chevalier de la Légion d'honneur le 29 janvier 1937
- Officier de la Légion d'honneur le 22 octobre 1952